# Chowchilla
Chowchilla é uma cidade localizada no estado americano da Califórnia, no condado de Madera. Foi incorporada em 7 de fevereiro de 1923.

## Geografia
De acordo com o United States Census Bureau, a cidade tem uma área de 19,8 km², onde todos os 19,8 km² estão cobertos por terra.

### Localidades na vizinhança
O diagrama seguinte representa as localidades num raio de 32 km ao redor de Chowchilla. 

## Demografia
Segundo o censo nacional de 2010, a sua população é de 18 720 habitantes e sua densidade populacional é de 943,58 hab/km². É a cidade menos populosa do condado de Madera. Possui 4 154 residências, que resulta em uma densidade de 209,38 residências/km².